# Трубецкой, Сергей Николаевич
Князь Серге́й Никола́евич Трубецко́й (23 июля (4 августа) 1862, Ахтырка, Московская губерния, Российская империя — 29 сентября (12 октября) 1905, Санкт-Петербург, Российская империя) — русский религиозный философ
, публицист и общественный деятель из рода Трубецких, профессор и ректор Императорского Московского университета. Брат князей Петра, Григория и Евгения Николаевичей, отец Николая Сергеевича.

## Биография
Родился в 1862 году в семье князя Николая Петровича Трубецкого и его второй жены Софьи Алексеевны, дочери А. А. Лопухина в родовом поместье Ахтырка, недалеко от Троице-Сергиевой лавры. В имении Ахтырка Трубецкой провёл детство с многочисленными братьями и сёстрами.
В 1874 году он вместе с братом Евгением поступил в частную гимназию Ф. И. Креймана, а в 1877 году, в связи с назначением отца калужским вице-губернатором и переездом семьи в Калугу, перешёл в Калужскую мужскую казённую гимназию.
В 1881 году братья Сергей и Евгений поступили на юридический факультет Московского университета, но Сергей уже через две недели перешёл на историко-филологический факультет, где учился сначала на историческом, а затем — на классическом отделении. Ещё с 4-го класса гимназии он заинтересовался философией, в 16 лет пережил период увлечения англо-французским позитивизмом; в 7-м классе чтение 4 томов «Истории новой философии» К. Фишера положило начало критическому изучению философии; поворот же к религиозной философии произошёл под влиянием чтения брошюр А. С. Хомякова. А в студенческие годы он познакомился с произведениями В. С. Соловьёва, который стал его другом.
В 1885 году он окончил Московский университет со степенью кандидата и был оставлен на кафедре философии для подготовки к профессорскому званию. В следующем году он сдал магистерские экзамены, а с 1888 года в качестве приват-доцента стал читать лекции по истории древней философии. Несколько раз ездил за границу, где слушал лекции западноевропейских профессоров по философии, истории, классической филологии и истории церкви. В 1890 году защитил магистерскую диссертацию «Метафизика в древней Греции» и получил степень магистра философии, а в 1900 году — докторскую «Учение о Логосе в его истории», после чего ему было присвоена степень доктора философских наук и он получил должность экстраординарного профессора по кафедре философии историко-филологического факультета; с 1902 года он — ординарный профессор. С. Н. Трубецкой читал почти все историко-философские курсы: философию Отцов Церкви, историю древней философии, историю новейшей философии, историю христианской мысли в первые века, философию Платона и Аристотеля.
Профессуру он совмещал с исследовательской и публицистической деятельностью. В это время он опубликовал значительные в философском отношении статьи: «О природе человеческого сознания» (1890), «Детерминизм и нравственная свобода» (1894), «Основания идеализма» (1896); также напечатал множество статей общего содержания.
Зимой 1892—1893 годов ездил в Рязанскую губернию для помощи голодающим крестьянам.
Летом 1895 года Сергей Николаевич Трубецкой поселился вместе с семьёй в имении «Узкое». Его сыновей, Николая и Владимира, увековечил здесь их двоюродный дядя, знаменитый скульптор Паоло Трубецкой, который также посетил Узкое в 1895 году.
В 1899—1901 гг. похоронил родителей, сестру А. Н. Самарину, ближайших друзей и соратников (Н. Я. Грота, В. С. Соловьёва, В. П. Преображенского). Эти потери потрясли Трубецкого и подорвали его здоровье.
В 1902 году был произведён в чин статского советника. Летом 1903 года как руководитель Историко-филологического студенческого общества возглавлял его экскурсию для изучения древностей Греции — первую массовую экскурсию студентов из России. В 1904 году получил греческий орден Спасителя 4-й степени.
Вместе с Л. М. Лопатиным редактировал журнал «Вопросы философии и психологии» (1900—1905).
Состоял с 1900 года в земском кружке «Беседа» — протопартийном объединении. По просьбе руководителей первого легального Земского съезда в ноябре 1904 года написал пояснительную записку, которая легла в основу проекта реформ, который был возложен высшей властью на вице-директора хозяйственного департамента МВД С. Е. Крыжановского.
В начале июня 1905 года от лица делегации либералов — выборных от съезда земских и городских деятелей — впервые в русской истории принятой императором, говорил о необходимости народного представительства. После того, как Николай II указом от 27 августа 1905 года ввёл «Временные правила об управлении высшими учебными заведениями Министерством народного просвещения», Совет университета 2 сентября избрал ректором 43-летнего князя С. Н. Трубецкого. Это было ярким выражением того авторитета, которым пользовался он в коллективе университета. Однако это не остановило студенческих волнений, лишавших возможности вести нормальные занятия и 22 сентября Трубецкой принял решение закрыть университет, чем, однако, ещё более накалил обстановку в студенческой среде. Но в результате радикалы оказались лишены площадки для своих собраний, которой пользовались под защитой университетской автономии.
29 сентября (12 октября) 1905 года на приёме у министра народного просвещения у Трубецкого произошло кровоизлияние в мозг, от которого он скончался. Похоронен в Москве на кладбище Донского монастыря, в похоронах приняло участие несколько десятков тысяч человек. В память об этом печальном событии был выпущен медальон с портретом князя.

## Путь философа
Последователь русского философа В. С. Соловьёва, Трубецкой особое внимание уделял вопросам соотношения и взаимосвязи философии и религии, обоснованию христианского вероучения, в том числе вопросам бессмертия.
В своей докторской диссертации «Учение о Логосе в его истории» он с симпатией и в то же время критически исследовал концепцию, согласно которой греческая философия подготовила человечество к восприятию христианства.
Особое внимание в его религиозной философии «конкретного идеализма» уделялось разработке закона «универсальной соотносительности», который сводился к утверждению, что «знание приобретает логическую последовательность лишь в случае, когда оно является следствием универсального разума или второй ипостаси божественной Троицы». Посредством закона «универсальной соотносительности» Трубецким была сделана попытка преодолеть «односторонность» подходов трёх китов философии — рационализма, эмпиризма и мистицизма, соединив вместе их подходы к познанию бытия: разум, опыт и интуицию соответственно.

## Избранная библиография
- Учение о логосе в его истории. Философско-историческое исследование. Т. 1. — Москва: тип. Г. Лисснера и А. Гешеля, 1900. — [4], 463 с.
- Собрание сочинений кн. Сергея Николаевича Трубецкого. Т. 1-6. — Москва: тип. Г. Лисснера и Д. Собко, 1906—1912.
  - Публицистические статьи, напечатанные с 1896 г. по 1905 г. включительно.
  - Философские статьи
  - Метафизика в древней Греции
  - Учение о логосе в его истории
  - Курс истории древней философии
- История древней философии, т. I/ М.: 1906
- История древней философии, т. II/ М.: 1908
- Метафизика в древней Греции/ М.: 1910

## Семья
Женился 6 октября 1887 года на княжне Прасковье Владимировне Оболенской (1860—1914), дочери князя Владимира Андреевича Оболенского (1814—1877); венчание состоялось в Покровской церкви села Горяиново Калужского уезда (ныне — Кольцово). К тому времени на её сестре Александре уже был женат его единокровный брат Пётр. В браке родились трое детей:
- Мария (1888—1934), эмигрировала во Францию с мужем, графом Аполлинарием Хрептовичем-Бутеневым (1879—1946); их правнучка Мария Соццани — жена поэта Иосифа Бродского.
- Николай (1890—1938)
- Владимир (1892—1937)

## Рекомендуемая литература
- РГБ. Ф.305: Трубецкой, Сергей Николаевич. Опись фонда